# Circo Voador
O Circo Voador é um espaço cultural localizado no bairro da Lapa, na cidade do Rio de Janeiro, no estado homônimo, no Brasil. Constitui-se em um tradicional espaço cultural da cidade.
Inaugurado em outubro de 1982, foi cassado em 1996 pelo então prefeito Cesar Maia e mantido fechado pelo seu sucessor, Luiz Paulo Conde, até 2002. Em ação popular movida pela produtora Maria Juçá, teve o seu direito reconquistado na Justiça para retornar às atividades. A Prefeitura do Rio de Janeiro - que havia demolido o espaço - teve que reconstruí-lo por determinação judicial. Foi devolvido em 2004 aos produtores e funcionários que lá estavam em 1996, sendo atualmente administrado pela organização não governamental "Associação Circo Voador" de forma independente, com recursos próprios.

## História

### Criação no Arpoador
O Circo Voador teve seu primeiro endereço na praia do Arpoador, em Ipanema. Em janeiro de 1982, sua lona azul e branca foi levantada pela primeira vez. Fruto do anseio de uma enorme onda de artistas carentes de espaço para atingir o grande público, o Circo foi a grande alavanca para muitos grupos hoje consagrados.
O primeiro passo foi dado pelos grupos de teatro criados a partir dos cursos ministrados pelos integrantes do Asdrúbal Trouxe o Trombone. Perfeito Fortuna, Patrícia Travassos, Evandro Mesquita, Regina Casé, Luis Fernando Guimarães e Hamilton Vaz Pereira são "avós" dos "Banduendes Por Acaso Estrelados", "Vivo Muito Vivo e Bem Disposto" e "Corpo Cênico Nossa Senhora dos Navegantes". Esses grupos e mais os filhos "Manhas e Manias", "Ombu" e "Abracadabra", na tarde de 15 de janeiro, uniram quinhentos artistas e formaram a primeira "Surpreendamental Parada Voadora". Saindo da Praça Nossa Senhora da Paz rumo à ponta do Arpoador, o evento atraiu uma cauda de atônitos transeuntes que podiam agora acreditar ser possível sonhar, ser alegre e irreverente durante a ditadura militar.
A princípio, a montagem duraria apenas um mês (durante o qual diversas atividades artísticas se desenvolveram), mas durou três meses e ainda assim foi preciso a fiscalização desmontar e retirar a estrutura. Esse bando, liderado por Perfeito Fortuna, saiu em campo buscando formas que pudessem dar continuidade ao que estava sendo feito. Foi aí que, mesmo sem a lona, o Circo não parou. Animou mutirões nos Morros do Complexo do Alemão. Muitas casas, creches e associações de moradores foram construídas e montadas, animadas pela trupe do Circo Sem Lona.

### Fixação na Lapa

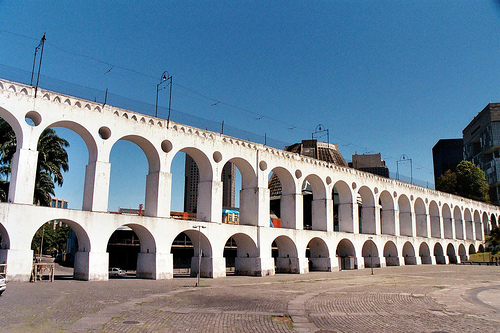
O Circo Voador fica localizado atrás do Aqueduto.

Articulação não faltou para o Circo fazer seu segundo pouso, amadrinhado por Zoé Chagas Freitas. A Prefeitura destinou alguns de seus terrenos para que um fosse escolhido e o Circo Voador instalado de forma definitiva. O terreno baldio defronte aos Arcos da Lapa interessou e o Circo ganhou seu lugar, servindo de espaço para a criação e apresentação das mais variadas expressões de arte e cultura populares.
Em 23 de outubro de 1982, cinquenta e quatro palmeiras-imperiais foram plantadas e a segunda Surpreendamental Parada Voadora fez aportar, sob os Arcos da boêmia Lapa, o espaço livre do Circo Voador.

#### Projetos sociais
Concebido e administrado por Perfeito Fortuna, Maurício Sette, Márcio Calvão e Jose Carlo Fernandes, o Circo foi o pioneiro em iniciativas que, hoje, estão instituídas no cenário cultural e social do Brasil. O Circo Voador também ultrapassou fronteiras. O espaço disponibilizava uma creche, a Creche Apareche. No auge do Circo Voador, as crianças conviveram e interagiram com ensaios e espetáculos diversos de circo, dança, música de todos os estilos, além de plantar e colher na horta cultivada junto à cerca.
A vocação dos integrantes do Circo em buscar e unir interesses comuns fez acontecer outro trabalho pioneiro. Com sua séria irreverência, o Circo conseguiu juntar governo do Estado, Secretaria de Obras, Companhia Estadual de Águas e Esgotos do Rio de Janeiro e Associação de Moradores dos Morros do Escondidinho, em Santa Teresa, para a realização de obras de saneamento básico, nas quais os próprios moradores trabalhavam e eram remunerados pelo governo.

#### Primeiros nomes
Como espaço para a vanguarda de todas as artes, todas as tendências se apresentaram. Muitos deram os primeiros passos no Circo Voador, fazendo os primeiros shows para cinquenta pessoas e depois, no mesmo local, para três mil: Barão Vermelho, Legião Urbana, Camisa de Vênus, Blitz, Os Paralamas do Sucesso, Capital Inicial, Lobão, Débora Colker, Engenheiros do Hawaii, Intrépida Trupe e muitos outros..
Além de lançar, o Circo também trouxe, para o grande público, artistas de gerações passadas, mas com talento à flor da pele. Assim, aconteceu com Ângela Maria, Cauby Peixoto, Luiz Gonzaga, Adoniran Barbosa e, entre outros, a Orquestra Tabajara, que manteve a Domingueira Voadora durante quinze anos.
Famoso pelas memoráveis festas que proporcionou na cidade, muitas se destacaram pela originalidade dos temas e causas defendidas. Uma das mais conhecidas foi a Tancredance. A capoeira foi outra atividade que o Circo abraçou. Mestres e participantes de todo o mundo se reuniram no I Encontro Nacional da Arte da Capoeira e no I Rio Samba Capoeira Meet.

#### Excursões
O Circo Voador deu cria e, em 1985, "voou" de ônibus para São Luís do Maranhão, fazendo escalas em Vitória, Ilhéus, Petrolina e Teresina. O objetivo era, com a estrutura metálica e lona patrocinadas pela Fundação Nacional de Artes, a animação geral da cultura local e, com o mesmo espírito do Circo Voador, colocar os artistas em cena.
Em 1986, ano da Copa do Mundo no México, o Circo rumou a Guadalajara, no México, em um avião da Varig e em um Hércules da Força Aérea Brasileira, transportando duzentos artistas e seus equipamentos de som, luz, cinema, vídeo, artes plásticas, circo, teatro, grupos de rock, MPB, dança e fotografia. O Circo foi montado num ginásio e também fez, na rua, paradas no centro da cidade e no próprio estádio.

### Fechamento em 1996
O Circo Voador foi um dos principais pontos da noite carioca por um bom tempo, até que, em 1996, fechou suas portas em ato do então prefeito da cidade, César Maia. No dia da eleição do seu sucessor, o prefeito Conde, os dois foram comemorar a vitória num show da banda Ratos de Porão e foram, então, vaiados pelo público presente. Em seguida, o prefeito César Maia decidiu, alegando irregularidades, fechar o Circo. Em 2002, o movimento pelo retorno do Circo Voador iniciou uma ocupação no seu canteiro de obras. Este período serviu para uma nova geração ter contato com o espírito do Circo e se preparar para o seu retorno em 2004.

### Volta do Circo no século XXI
Reconstruído em 2004 no mesmo local na Lapa, o Circo Voador atualmente conta com uma infraestrutura para receber cerca de 2 500 pessoas. Reaberto em 22 de julho daquele ano, o local serve de palco para as mais variadas expressões musicais tanto do Rio de Janeiro, quanto de outros lugares do Brasil e do estrangeiro.
A sua retomada de atividades foi um dos tantos itens que resgataram a boemia do bairro. Próximo ao Circo, há também a Fundição Progresso, outro popular palco da música, além de uma série de casas de espetáculos, bares e restaurantes.
Chico Buarque, Dead Fish, Camisa de Vênus, Caetano Veloso, Gilberto Gil, Luiz Melodia, Paulinho da Viola, Elza Soares, Paralamas do Sucesso, Titãs, João Bosco, Maria Rita, Planet Hemp, Lenine, Pitty, Mallu Magalhães, Supercombo, Monobloco, Black Alien, Os Mutantes, Arnaldo Antunes, Nação Zumbi, Angra, Shaman, Almah para falar dos nacionais, e Tame Impala, Beady Eye (banda dos ex-integrantes do Oasis), Bring Me the Horizon, Franz Ferdinand, Lee Perry, Guru, Fishbone, Matisyahu, MGMT, Cat Power, Nouvelle Vague, Nightwish, Epica, Pain of Salvation, The 1975, Aurora, The Maine, The Pretty Reckless, Within Temptation, Sons of Apollo na área dos internacionais, são só alguns dos inúmeros nomes que se apresentaram no palco da lona da Lapa.
Além dos grandes nomes, o Circo investiu e apoiou projetos e festivais que se consagraram dentro e fora da lona como a MoLA - responsável pelo lançamento de novos artistas desde 2005, nas áreas de música, artes plásticas, artes cênicas e audiovisuais-, a Favela Festa, o Golearte - realizado no período das Copas do Mundo-, o Eu Amo Baile Funk, o Verão no Circo, o Folia no Circo, entre outros.
Interagindo também com novas formas de conversar com seu público, o Circo também está nas redes sociais, tendo um blogue para fomentar discussões e um podcast para lançamentos e pesquisas musicais.

## Atividades sociais
Além de palco para shows e festas, também abriga atividades voltadas à educação e cultura. Durante os dias da semana, a Escola Livre de Artes (ELA) administra cursos livres dos mais variados, de percussão a dança. Existem, também, parcerias como o Telecentro, com aulas gratuitas de informática e o Ponto de Cultura de Áudio e Vídeo, com o Ministério da Cultura.

## Estrutura
Com capacidade para 2 200 pessoas em seus 3 000 metros quadrados, o Circo Voador disponibiliza uma larga pista para o público assistir aos espetáculos, arquibancada com acesso por rampas, além da área dos bares e do telão. Seu palco mede 11 metros de boca de cena por 6 metros de profundidade e 4,5 metros de altura. Endereçado à rua dos Arcos, sem número, a casa possui uma rua privativa para carga e descarga e acesso de convidados VIP e artistas.